# José Álvarez y Miranda
José Álvarez y Miranda (Miñera de Luna, 11 de diciembre de 1850-León, 4 de marzo de 1937) fue un sacerdote español, senador (1919-1920) y obispo de León (1913-1937).

## Biografía
José Álvarez Miranda nació en Miñera de Luna, pueblo leonés más tarde sumido en las aguas del pantano de Barrios de Luna. Desde los catorce y hasta los veintidós años cursó estudios en el seminario de San Froilán de León. Posteriormente estuvo en los seminarios de Oviedo y Salamanca, licenciándose y doctorándose en teología y en derecho canónigo. Fue ordenado diácono en 1874 y presbítero en año más tarde, el 17 de diciembre de 1875.
Fue párroco de Santa María de Cancienes en 1878, un año más tarde de Santa María de Las Vegas en Riosa, después ecónomo de San Pedro de Villamayor (Piloña) y en 1883 fue nombrado párroco de Mieres. En diciembre de 1885, según el diario de Baleares "El Áncora", fue nombrado capellán de número de la Iglesia de Santiago y Santa María de Montserrat en Roma. 

### Obispo
José Álvarez de Miranda fue designado como obispo electo para la Diócesis de León bajo el pontificado de Pío X el 18 de julio de 1913, a la edad de sesenta y dos años, recibiendo el 21 de noviembre de 1913 el Sacramento del Orden a manos del cardenal, arzobispo de Valladolid, Mons. José María Justo de Cos y Macho y teniendo como co-consagrantes en la ceremonia de toma de posesión al entonces obispo Obispo de Oviedo Mons. Francisco Javier Baztán y Urniza y al  obispo titular de Scillium Mons. Ramón Fernández y Balbuena, presentándose ya como nuevo obispo de León, el 7 de diciembre de 1913.
Como todos los obispos de León tenía los títulos de conde de Colle, señor de Vegamián y señor de las Arrimadas, que se mantuvieron hasta la renuncia a los mismos del obispo Luis Almarcha. 
Durante sus pontificado se nombró a la Virgen del Camino Patrona de la región leonesa en 1914 y posteriormente, ya en 1917 el papa Benedicto XV concedió que la imagen fuese coronada canónicamente; ceremonia de coronación que se realizó el 19 de octubre de 1930.
Fue senador del Reino por el arzobispado de Burgos en la legislatura 1919-1920.
Durante su mandato se realizaron diversas obras en la catedral (trascoro y verja), en el seminario de Léon, en el santuario de la Virgen del Camino y se construyó la iglesia de san José de las Ventas, entre otras.
Fue partidario de la dictadura de Primo de Rivera por sus "tres grandes obras, esto es, derribar un régimen tiránico y corrompido, restablecer el orden y la dignidad del Poder público y comenzar con resolución varonil el saneamiento de la Administración ... [para] arrancar de raíz el funesto árbol del liberalismo en todos sus grados, para que con él desapareciesen sus funestos frutos, plantando en su lugar otro nuevo que fuese su antítesis de todo en todo" pese a que "rehusamos y seguiremos rehusando entrar en la Unión Patriótica [...] de todo punto incompatible con nuestra condición de «integristas» en el sentido genuino de la palabra".
Al igual tomó posición a favor del golpe de Estado de julio de 1936, la sublevación militar que dio origen a la Guerra Civil, pese a lo cual solicitó formalmente el indulto para varios condenados. En agosto de 1936 el obispado de León hizo una petición de clemencia para el capitán Rodríguez Lozano, abuelo del presidente Rodríguez Zapatero, y otros condenados: “Con humildad y verdadero encarecimiento suplico de V.E. la mayor clemencia a favor de los seis condenados a última pena en Consejo de Guerra celebrado en esta en el día de ayer, José Obispo de León”. Así rezaba el mensaje remitido por el prelado al comandante de Estado Mayor, el 15 de agosto de 1936.  Meses más tarde, en noviembre de 1936, unos días después de la condena a muerte, entre otros, del alcalde de León Miguel Castaño, del presidente de la Diputación Ramiro Armesto y del gobernador civil Emilio Francés, el obispo de León y algunas otras personas influyentes de la ciudad de León escribieron una carta de petición de indulto para los condenados. El primer firmante de la carta fue el obispo Álvarez Miranda. La petición no surtió efecto e irritó a los militares que no podían consentir que, en una pequeña ciudad de provincias, la iglesia dudase de la justicia que se estaba impartiendo y que esto pudiese hacer dudar a los ciudadanos. Todos los firmantes, incluido el obispo, fueron castigados con multas muy elevadas para la época, en concreto al obispo se le impuso por su osadía una multa de 10.000 pesetas.
Falleció en León el 4 de marzo de 1937, a la edad de ochenta y seis años, tras 24 años como obispo de la diócesis de León. Según dejó indicado en su testamento sus bienes fueron repartidos entre los pobres. Su cuerpo fue enterrado en la catedral de León.
A su muerte se hizo cargo de la diócesis D. Fernando Álvarez Rodríguez, como vicario capitular por sede vacante, hasta el conflictivo nombramiento de su sucesor Carmelo Ballester Nieto.
| Predecesor: Ramón Guillamet y Coma | Obispo de León 1913 – 1937 | Sucesor: Carmelo Ballester Nieto |